# Louis-Albert-Lucien Mourot
Louis-Albert-Lucien Mourot, francoski general, * 13. december 1886, † 17. februar 1952.